# Bäcken (geografi)
Bäcken är i geografin en större, skålformig, av berg omsluten fördjupning i jordytan. Är bäckenet fyllt med vatten, kallas det sjö- eller havsbäcken; i annat fall landbäcken. Bäcken av sistnämnda slag är mycket gynnsamma för utvecklingen av ett flodsystem. Ofta kan en flod genomflyta flera bäcken. Exempelvis går Donau genom fem bäcken. Omges ett bäcken på alla sidor av berg, samlas vattnet i saltsjöar i dess botten. Ofta uppkallas ett bäcken efter någon stad i området (t ex Parisbäckenet) eller en sjö (som Mälar-bäckenet) och ibland en flod (som Rhen-bäckenet mellan Basel och Bingen).